# 櫂作真帆
櫂作 真帆（かいさく まほ、1985年（昭和60年）2月3日 - ）は日本の女優。(株)アンカット所属。

## 人物
- 兵庫県神戸市出身
- 身長 172cm、
- 特技：水泳、側転

中学生の頃ソフトテニス部に所属し部活に打ち込む毎日の中で週に一度くらい部活以外の活動がしたいと習い事を探しているときに偶然見つけたのが新聞で見た「劇団ひまわり」の広告。これが演技を始めるきっかけとなる。高校進学後は部活に入らず「劇団ひまわり」で演技漬けの日々を送り、18歳で上京、桐朋学園短期大学卒業後、東京の事務所に所属し芸能活動を始める。

## エピソード
2024年2月、国税局確定申告「e-Tax」のCMで赤いタートルネックの昭和顔女優としてネットニュースで紹介される。

## 出演

### 映画
- 交渉人 THE MOVIE タイムリミット高度10,000mの頭脳戦（2010年） - 稲田 役
- 北風アウトサイダー[5]（2022年）崔哲浩監督 - キム・ミョンヒ 役[6][7]
- ぴっぱらん!![8]（2024年） - 百鬼志保 役[9]

### TVドラマ
- 交渉人～THENEGOTIATOR～2（2009年） - 稲田 役
- 土曜ワイド劇場「逆転報道の女」（2012年） - 青木美香 役
- 月曜ゴールデン「湯けむりバスツアー 桜庭さやかの事件簿4」（2012年） - 田島峰子 役
- 「新・刑事吉永誠一」1話（2014年） - 佐久間亜紀 役
- 「警視庁捜査一課9係」season10 第9話（2015年） - 中村 役
- 「刑事7人」season１、5話（2015年） - 事務員 役
- 水曜ミステリー9「夏樹静子サスペンス逆転弁護士ヤブハラ～証言拒否～」（2015年） - 川村朱美 役
- 「トットちゃん!」（2017年） - 藍澤夢 役
- DMMTV　NaokimanHORRORSHOW「オンタキサン」（2023年）
- 「秘密を持った少年たち」第7話（2023年） - 女性 役
- 「婚活1000本ノック」第3話（2024年、フジテレビ) - ダンス講師 役
- 「ダブルチート 偽りの警官」Season2 第3話（2024年7月13日、WOWOW) - ライドクリーン会員 役

### 舞台
- 2006年　新宿梁山泊「YEBI大王」〔韓国・大阪・東京〕 - 青娘 役
- 2010年　明治座「つばき、時跳び」 - 白木雪菜 役
- 2010年　明治座早乙女太一公演「嗚呼、田原坂」 - 奈津 役
- 2019年　「出雲の涙」 - 主演 出雲阿国 役
- 2020年　劇団野良犬団「耳隠して、心隠して、女隠す」[10] - W主演 静香 役

### 【CM/広告】
- スズキ自動車
- アサヒスーパードライ
- MITSUKOSHI「美味通信」
- 旭化成クックパー「#真実のレシピ」90秒篇
- 国税局確定申告「e-Tax」[11]